# Peperomia rapensis
Peperomia rapensis är en pepparväxtart som beskrevs av Forest Brown. Peperomia rapensis ingår i släktet peperomior, och familjen pepparväxter. Inga underarter finns listade i Catalogue of Life.